# ايسبن ستورم
ايسبن ستورم (بالإنجليزية: Esben Storm)‏ هو كاتب سيناريو ومنتج تلفزيوني ومخرج وممثل أسترالي، ولد في 26 مايو 1950، وتوفي في 28 مارس 2011 بسيدني في أستراليا.

## وصلات خارجية
- ايسبن ستورم على موقع IMDb (الإنجليزية)
- ايسبن ستورم على موقع قاعدة بيانات الأفلام السويدية (السويدية)
- ايسبن ستورم على موقع قاعدة بيانات الفيلم (الإنجليزية)